# Бистроока еребија
Бистроока еребија (лат. Erebia oeme) врста је лептира из породице шаренаца (лат. Nymphalidae). Позната је и под називом маслиничар.

## Опис врсте
Мали лептир са јасно ограниченим окцима на крилима. Веома подсећа на еребију медузу, али се поред окаца разликује и потамнијем врху антена.

## Распрострањење и станиште
Ареал распрострањења обухвата средњу и јужну Европу. Њено станиште су ливаде на планинама, непосредно поред шума и потока.